# Bokmål
A bokmål (szó szerint „könyvnyelv”) a két norvég írott sztenderd nyelv közül a gyakoribb (a másik a nynorsk). A norvégiai népesség mintegy 85-90%-a használja a bokmålt, attól függetlenül, hogy milyen nyelvjárást beszélnek. Általában ezt oktatják a norvégot idegen nyelvként tanulóknak is.
A bokmål használatát a kormányzati Norvég Nyelvi Tanács szabályozza. Egy másik helyesírási sztenderdet, a riksmålt a civil Norvég Nyelvi és Irodalmi Akadémia felügyeli.
Az első bokmål helyesírást 1907-ben hozták létre hivatalosan, akkor riksmål néven; kifejlesztése 1897-ben kezdődött. A korábban Dániával fennálló unió óta használt írott dán adaptációja volt a norvég városi elit, különösen az oslóiak használta dán-norvég koiné nyelvhez. Miután 1923-ban az Aftenposten nevű nagy konzervatív lap az 1907-es helyesírást kezdte el használni, az írott dán kikopott a norvégiai használatból. A bokmål nevet akkor kapta, amikor a Lagting (a norvég parlament egyik háza) egyetlen szavazattal elvetette a javaslatot, hogy az írott nyelvet nevezzék dán-norvégnek.
A kormány nem szabályozza a „beszélt” bokmålt, és azt ajánlja, hogy a normál kiejtés a beszélő saját nyelvjárásának fonológiáját kövesse. Ennek ellenére létezik a norvég nyelvnek egy olyan beszélt változata, amelyet általánosan a beszélt bokmål „de facto” sztenderdjének tekintenek.
„A bokmål […] legáltalánosabb változatára úgy tekintenek, mint ami a formális középosztályi városi beszédet, különösen a Dél-Norvégia keleti részében használtat tükrözi, amelynek nyilvánvaló központja Oslo. Így lehetne azt is mondani, hogy a bokmålnak van egy beszélt változata, amelyet nevezhetnénk nem hivatalos sztenderd beszélt norvégnek. Erre gyakran úgy hivatkoznak, mint sztenderd Østnorsk (keletnorvég).”